# Alexander Payer
Alexander Payer (Sankt Veit an der Glan, 12 settembre 1989) è uno snowboarder austriaco.

## Biografia
Originario di Sankt Veit an der Glan e attivo in gare FIS dal novembre 2004 Alexander Payer ha debuttato in Coppa del Mondo il 6 gennaio 2010, giungendo 54º nello slalom gigante parallelo di Kreischberg. A Carezza al Lago, il 14 dicembre 2013 ha ottenuto il suo primo podio nel massimo circuito, chiudendo al terzo posto nella gara di slalom parallelo vinta dal francese Sylvain Dufour. In slalom gigante parallelo ha ottenuto il 15 dicembre 2017 la sua prima vittoria nella stessa manifestazione, imponendosi a Cortina d'Ampezzo. Ai Mondiali di Bakuriani 2023 ha ottenuto la sua prima medaglia iridata, il bronzo nello slalom gigante parallelo.

## Palmarès

### Mondiali
- 1 medaglia:
  - 1 bronzo (slalom gigante parallelo a Bakuriani 2023)

### Coppa del Mondo
- Miglior piazzamento nella Coppa del Mondo di parallelo: 4º nel 2023
- 11 podi:
  - 2 vittorie
  - 4 secondi posti
  - 5 terzi posti

#### Coppa del Mondo - vittorie
| Data             | Località          | Paese    | Specialità |
| ---------------- | ----------------- | -------- | ---------- |
| 15 dicembre 2017 | Cortina d'Ampezzo | Italia   | PGS        |
| 11 dicembre 2022 | Winterberg        | Germania | PSL        |

Legenda:

PGS = Slalom gigante parallelo

PSL = Slalom parallelo